# Maria Heimer

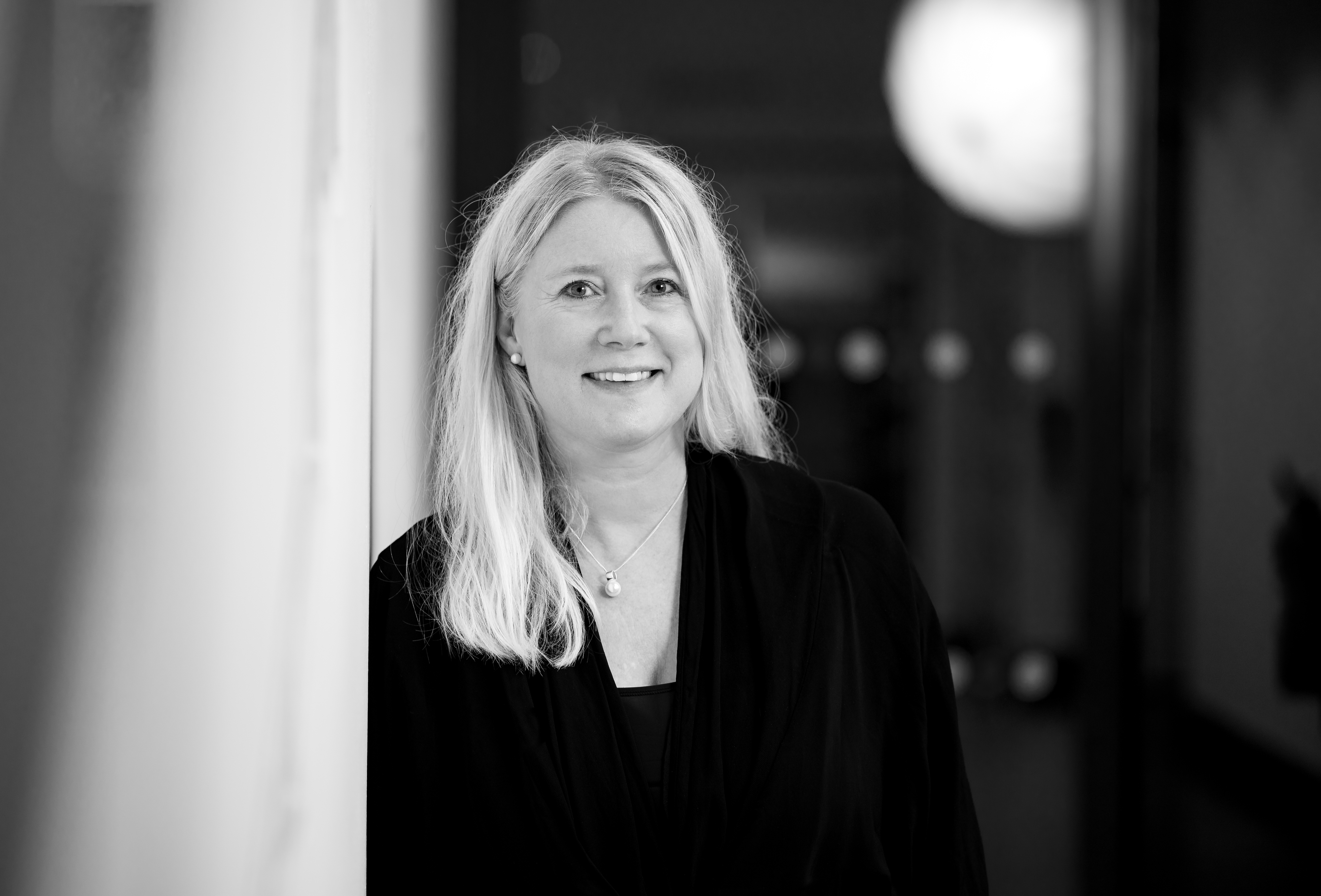
Maria Heimer

Anna Maria Heimer, född 6 augusti 1972 i Lund, är en svensk skolbibliotekarie, fackboks- och läromedelsförfattare. Maria Heimer arbetar som författare, föreläsare och handledare. Hon har tidigare arbetat som lärare i svenska och tyska, utvecklingspedagog i Staffanstorps kommun, läromedelsutvecklare på Studentlitteratur och skolbibliotekarie på Hagalidskolan i Staffanstorps kommun samt Nyvångsskolan i Kävlinge kommun .
Maria Heimer har bidragit med texturval till flera antologier, Svenska Direkt, åk 7-9, Spegla språket, åk 7-9 och SamSpråk-Läs, Sanoma utbildning.
2008 tilldelades Maria Heimer utmärkelsen "Årets skolbibliotekarie" av Bonnier Utbildning och Bonnier Carlsen. Året därpå utsågs skolbiblioteket som hon arbetade på, Hagalidskolan i Staffanstorp, till Årets skolbibliotek av Nationella Skolbiblioteksgruppen. År 2020 erhöll skolbiblioteket på Nyvångsskolan, där hon arbetar, utmärkelsen "Skolbibliotek i världsklass".
Maria Heimer är sedan 2019 med i Förskoleforums expertpanel och svarar på frågor om barnlitteratur, berättande och högläsning. Hon tipsar även om barnlitteratur för barn i förskoleåldern under vinjetten Boksloken, både på Förskoleforum och på Instagram.  